# پیتر آببل
پیتر آببل (انگلیسی: Pieter Abbeel؛ زادهٔ ۱۹۷۷) دانشمند در زمینه یادگیری ماشینی است.